# リオチェーンホールディングス
株式会社リオチェーンホールディングス（英: RIO CHAIN HOLDINGS CO., LTD.）は、かつて存在した日本の持株会社。

## 概要
2008年（平成20年）、婦人服販売の旧・株式会社リオチェーンが持株会社制へ移行し、株式会社リオチェーンホールディングスとなる。また、持株会社化と同時に店舗の運営を新設分割会社の新・株式会社リオチェーンに継承した。
その後、リオグループのスリム化、合理化を進めるため、2012年（平成24年）3月1日に、株式会社リオチェーンを吸収合併。同年5月1日には株式会社リオ横山ホールディングスを存続会社とした合併により、株式会社リオグループホールディングスとなった。なお、合併と同時にカンパニー制に移行しており、法人は消滅したものの旧リオチェーンホールディングスはリオチェーンカンパニーとして存続している。

## 沿革
- 1969年（昭和44年）4月14日 - 「株式会社リオボランタリーチェーン」として設立[1]。
- 1971年（昭和46年）12月 - 「株式会社リオチェーン」に商号を変更し、株式会社リオ横山から10店舗を譲受[1]。
- 1985年（昭和60年）4月 - 株式会社エルベンスと合併[1]。
- 1986年（昭和61年）8月 - シルエット工業株式会社と合併[1]。
- 1989年（平成元年）3月28日 - 名古屋証券取引所市場第二部に株式を上場。
- 1996年（平成8年）9月 - 株式会社マルティーヌと合併[1]。
- 2003年（平成15年）3月 - 関連会社の株式会社リオ横山から株式会社リオチェーンスタッフを買収。
- 2008年（平成20年）9月1日 - 持株会社制へ移行。同時に「株式会社リオチェーンホールディングス」に商号を変更。
- 2009年（平成21年）9月 - 横山卓幸が代表を務める株式会社幸進がMBOの為実施したTOBが成立。
- 2009年（平成21年）12月12日 - 上場廃止。
- 2012年（平成24年）3月1日 - 子会社の株式会社リオチェーンを吸収合併[広報 1]。
- 2012年（平成24年）5月1日 - 株式会社リオ横山ホールディングスと合併し、株式会社リオグループホールディングスとなる。[広報 1]。

## 関連会社
- 株式会社リオ横山ホールディングス
- 株式会社リオチェーン
- 上海理欧商貿有限公司
- 藤原カントリー株式会社
- 株式会社アサヒリオ
- 財団法人横山育英財団

#### 広報資料・プレスリリースなど一次資料
1. 1 2  合併に関するご案内 (PDF)